# 小關之戰
小關之戰又稱小關之役或東西魏潼關之戰，是537年（东魏天平四年、西魏大统三年）東魏與西魏之間的一場戰爭。
536年，西魏控制下的關中地區發生饑荒。537年正月，東魏的丞相高歡下令進攻西魏，大都督竇泰率軍進攻潼關，司徒高敖曹進攻上洛，高歡進攻蒲坂。東魏軍建造了三座浮桥，准备渡黄河。
西魏的丞相宇文泰則來到廣陽。當時有人主張兵分三路迎戰東魏軍隊，宇文泰則決定集中兵力阻擊竇泰，537年正月十四日，宇文泰返回长安，声称要保住陇右地区，正月十五日，宇文泰拜见了西魏文帝后悄悄地带领部队从东面出去，此後立即率軍來到小關（潼关南禁谷），正月十七日，窦泰自风陵渡渡过黄河，宇文泰抵达马牧泽，在小關大敗竇泰。最終竇泰自殺身亡，宇文泰叫人把他头颅送到了长安。高歡因为黄河上的冰太薄，聞訊无法赶去救援，只好拆除浮桥立即從蒲坂撤退，仪同薛孤延担任全军后卫，一天之内连续激战，砍坏了十五把战刀，才得以撤回。宇文泰也率领部队返回长安。高敖曹順利攻下上洛，原本打算繼續進攻藍田，但被高歡召回。